# Penetrantprovning

1) Ytan har en spricka som inte syns med blotta ögat. 2) Färg appliceras på ytan och tränger in i sprickorna. 3) Framkallningsmedel appliceras på ytan. 4) Färgen tränger in i det tunna lagret av framkallare, och gör sprickan synlig.

Penetrantprovning (provning med penetrant, provning med penetrerande vätska, på engelska: dye penetrant inspection) är en oförstörande provmetod, som kan avslöja sprickor som inte är synliga för blotta ögat.
Provstycket läggs i en starkt färgad vätska med låg ytspänning, och får ligga så länge att vätskan tränger in i alla ojämnheter. Provstycket tas sedan upp, sköljs av, och får eventuellt torka. Därefter appliceras en så kallad framkallare, som kan bestå av ett vitt pulver uppslammat i flyktig vätska. När vätskan avdunstat ligger en tunn hinna av framkallningsmedlet kvar, och när färgämne från sprickorna tränger in i hinnan, blir sprickorna synliga. Istället för en starkt färgad penetrant kan fluorescerande färg användas, och vid inspektionen belyses då ytan med ultraviolett ljus..  
Jämfört med magnetpulverprovning har penetrantprovningen den fördelen, att den fungerar även på material som inte är magnetiska. 